# 仙台埠頭線
仙台埠头线（日语：／ Sendaifutō sen）是连接宫城县仙台市宫城野区仙台港站和同区仙台埠頭站的铁路线，屬於仙台臨海鐵道。

## 路线数据
- 營運商：仙台臨海鐵道（第一種鐵道事業）
- 路线長度：1.6公里
- 轨距：1067mm
- 車站数：2站
- 複線區間：无（全線為单線鐵路）
- 電氣化區間：无（全線為非電氣化鐵路）
- 閉塞方式: 單票閉塞
- 最高时速：30km/h [1]

## 運行形態
本路線每天有1對往返列车，主要輸送貨物為鐵道軌條。所有貨物運送至仙台港站後，转由仙台臨海鐵道臨海本線的列車運送，在陆前山王站移交给JR东日本，然后运送到东北地区的各个地方。

## 历史
- 1975年9月1日- 线路开通。[2] 。
- 2018年9月14～26日-因遊輪“飞鸟2号 ”停靠仙台港，開行仙台埠頭線仙台埠頭站（日语：仙台埠頭駅）經由仙台臨海鐵道臨海本線通往JR东日本松岛站的团体专用临时列车[3] 。只有“飞鸟二号”的乘客中申请了該旅行的人才有资格搭乘[4]。客运业务的经营者是JR东日本，该公司在9月3日至27日期间申請為第2类铁路运营商[5]。

## 车站列表
| 中文站名 | 日文站名 | 英文站名 | 站間距離（公里） | 營業距離（公里） | 接續路線                        | 所在地 | 所在地 |
| -------- | -------- | -------- | ---------------- | ---------------- | ------------------------------- | ------ | ------ |
| 仙台港   |          |          | 0.0              | 0.0              | 仙台臨海鐵道臨海本線 仙台西港線 | 宮城縣 | 仙台市 |
| 仙台埠頭 |          |          | 1.6              | 1.6              |                                 | 宮城縣 | 仙台市 |